# Ключ (мультфільм)
«Ключ» — український ляльковий фільм 2004 року студії Укранімафільм, автор сценарію та режисер — Олег Педан.

## Сюжет
Казкова історія про місто, де всі створіння і навіть природа складаються з годинникових механізмів. Розкидане на тротуарі сміття, тварини, птахи, дерева і місцеве населення, трохи схоже на роботів, — все це багато деталей і схем. Допомагає їм усім годинникар, єдина людина з плоті і крові в цих краях. Він ніби як лікар приймає тих, у кого є якісь скарги. Життя йде своєю чергою, поки одного разу відбувається непередбачене...

## Над фільмом працювали
- Автор сценарію і режисер: Олег Педан;
- Художник-постановник: Ігор Котков;
- Композитор: Володимир Губа;
- Кінооператори: Олександр Ніколаєнко, Ігор Кривонос;
- Звукорежисер: Наталія Варнавська;
- Розробка та виготовлення персонажів: Олег Педан, Ігор Котков;
- Аніматори: Олег Педан, Сергій Мельниченко, Наталя Марченкова;
- Актор: Юрій Коваленко;
- 3D анімація: Станіслав Марченко, О. Сьомка, Ігор Кривонос;
- Комп'ютерна обробка: Віктор Радкевич, Г. Ніконова, Віталій Арсенін;
- Художники: Анатолій Радченко, Вадим Гахун, Людмила Міщенко, Ярослава Руденко-Шведова, Сергій Мельниченко, А. Педан, Є. Невінський (у титрах Е. Невінський);
- Асистент режисера: Людмила Скройбіж;
- Монтаж: Лідія Мокроусова;
- Редактор: Світлана Куценко;
- Директор знімальної групи: В'ячеслав Кілінський.